# 中国传统星图

宋淳祐天文图拓本

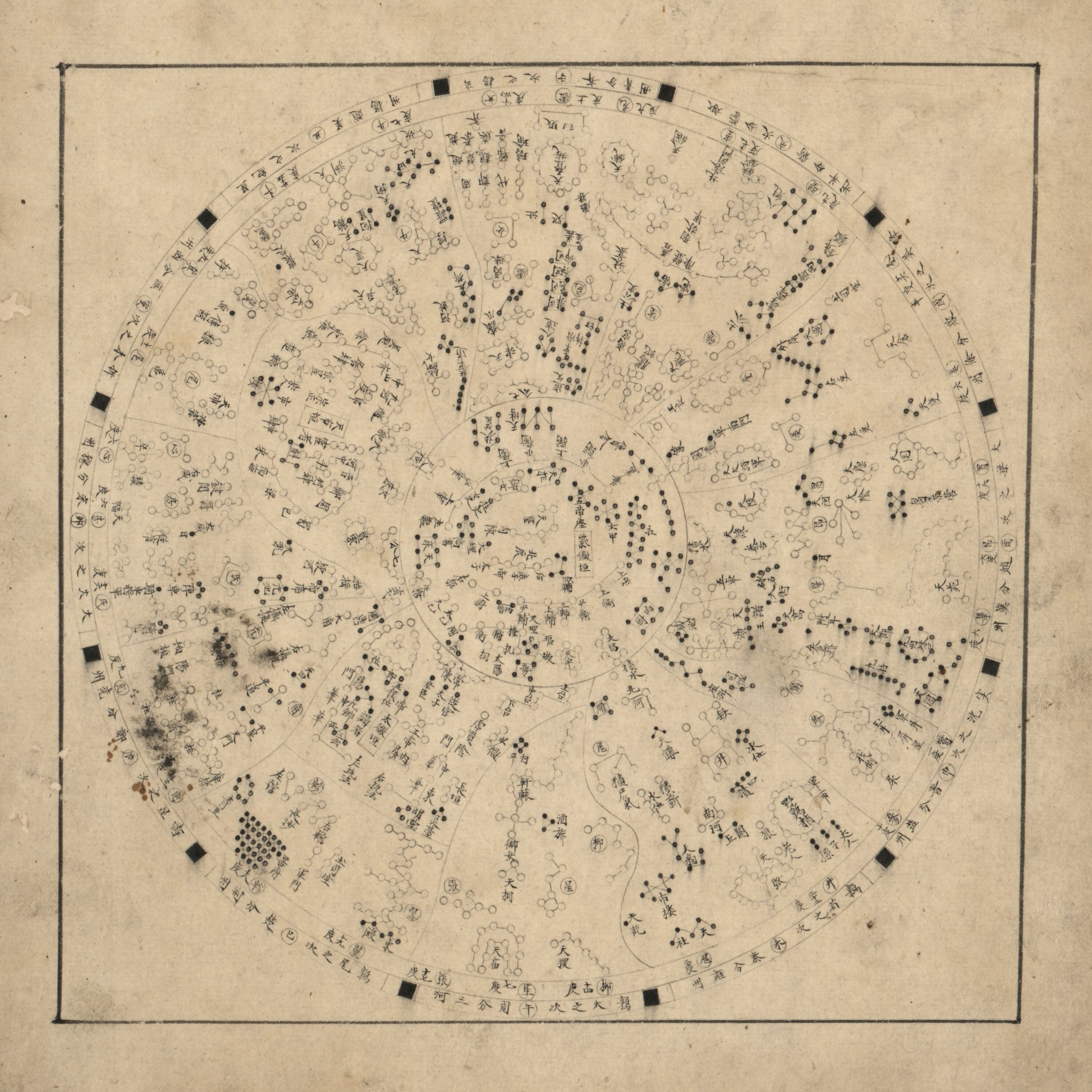
明《分野舆图》（万历二十九年至崇祯六年（1601-1633）间）

华夏传统星图，又稱中华星图，或中国星图，通常是指利用的图形来表现的中国天文知识。 在整个中国历史中，有许多流传下来的星图。 本页面旨在列出可找到星图的最好版本。出于学术目的，本列表也列出了在中国之外的东亚地区发现的星图。